# Astraptes catemacoensis
Astraptes catemacoensis is een vlinder uit de familie van de dikkopjes (Hesperiidae). De wetenschappelijke naam van de soort is voor het eerst geldig gepubliceerd in 1967 door Freeman. Deze naam wordt wel beschouwd als een synoniem van Astraptes fulgerator subsp. azul (Reakirt, 1867).